# Peter Brabrook
Peter Brabrook (født 8. november 1937 i London, England, død 10. december 2016) var en engelsk fodboldspiller (kantspiller).
Brabrook spillede i løbet af sin karriere for de tre London-klubber Chelsea, West Ham og Leyton Orient. Hos Chelsea var han i 1955 med til at vinde det engelske mesterskab, mens det i 1964 blev til triumf i FA Cuppen med West Ham.
Brabrook spillede desuden tre kampe for det engelske landshold. Hans første landskamp var et VM 1958-opgør mod Sovjetunionen 17. juni 1958, hans sidste en kamp mod Spanien 15. maj 1960. Han var en del af det engelske hold der deltog ved VM i 1958 i Sverige, men spillede kun den ene førnævnte kamp mod Sovjetunionen.

## Titler
Engelsk mesterskab
- 1955 med Chelsea

FA Cup
- 1964 med West Ham United